# Wildhaus
Wildhaus est une localité et une ancienne commune suisse du canton de Saint-Gall, située dans la commune de Wildhaus-Alt Sankt Johann.

## Histoire

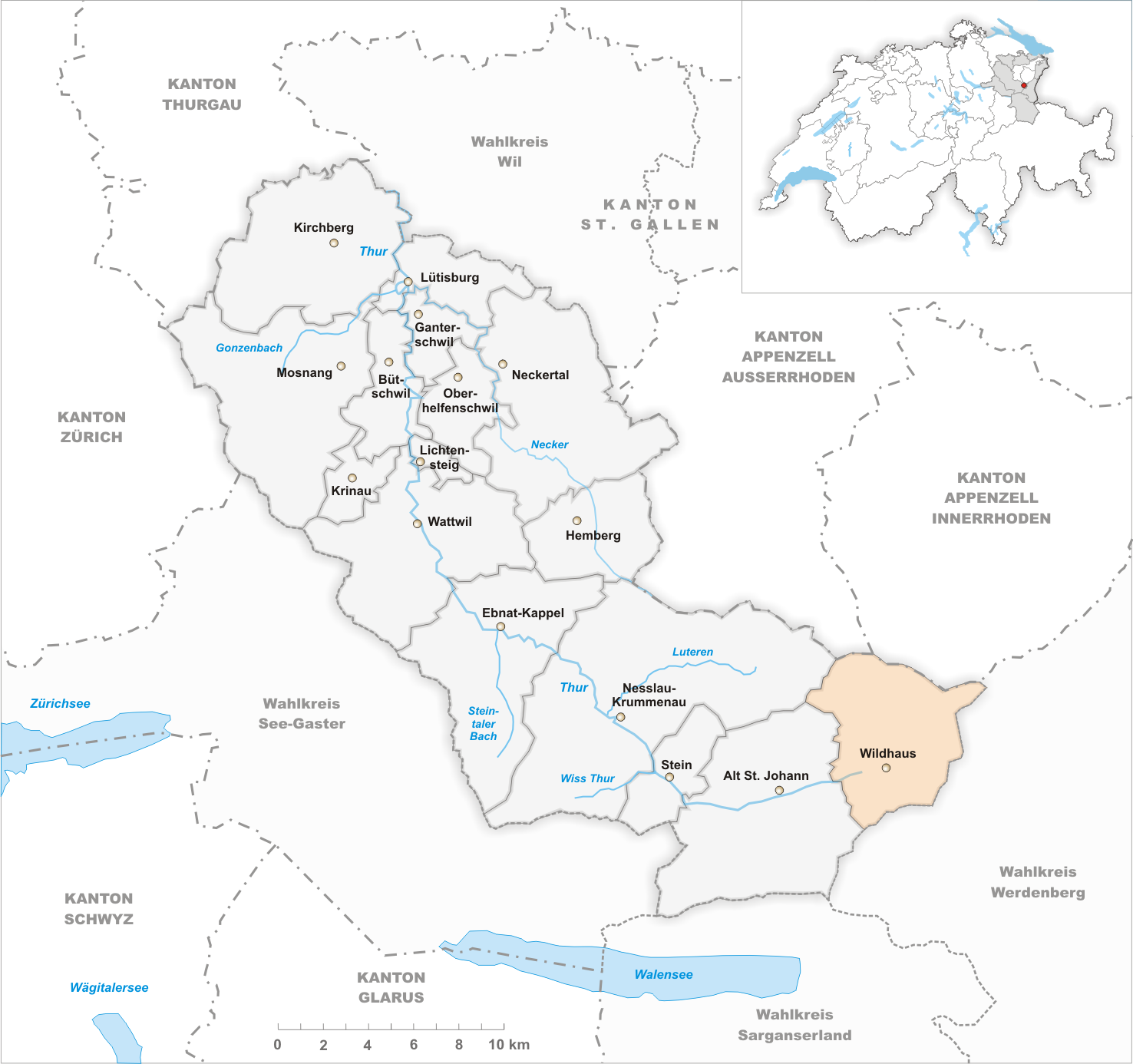
Situation géographique de l'ancienne commune de Wildhaus

Le château de Wildenburg, situé à l'est de Wildhaus, a été construit vers 1200.
Depuis le 1er janvier 2010, les communes de Wildhaus et Alt Sankt Johann ont fusionné pour former la commune de Wildhaus-Alt Sankt Johann. Son ancien numéro OFS est le 3357.

## Cyclisme
L'ascension de Wildhaus (1 080 m), classée en 3e catégorie, figure au programme de la 6e étape du Tour de Suisse 2019.